# 2012年阿布扎比大奖赛
2012年阿布扎比大奖赛是2012年世界一級方程式錦標賽第十八站赛事。比赛于11月2日-4日在阿联酋阿布扎比亚斯岛举行。在3日举行的排位赛上，迈凯伦车队的路易斯·汉密尔顿获得杆位。在4日举行的正赛中，路特斯F1车队的基米·莱科宁夺得冠军，这也是该车队获得的首个分站冠军。